# Martina Cavallarin
Martina Cavallarin (Venezia, 17 dicembre 1966) è una critica d'arte, saggista, curatrice italiana.
Critica d'arte, curatrice e saggista, si occupa di Arti Visive Contemporanee con uno sguardo che spazia tra differenti linguaggi e necessarie contaminazioni. Progetta e cura mostre internazionali e pubblica libri e cataloghi distribuiti in Italia e all'estero. È specializzata in management culturale, Pratiche Curatoriali e nell'ideazione e curatela di progetti Arte / Impresa, macro sfera nella quale l'Arte Contemporanea dialoga con l'attività aziendale, Artigianale e Industriale. Obiettivo della sua ricerca è accompagnare aziende, partner, istituzioni pubbliche e private a una crescita, anche in ottica performativa, determinata dalla presenza dell’Arte intesa come moltiplicatore di valore, e detonatore di eventi che edificano ecosistemi. La sua attenzione è rivolta inoltre ai giovani artisti, critici, curatori, comunicatori, lavorando sulla formazione e modalità di inserimento e di crescita all'interno del Sistema dell'Arte, della Comunicazione e del Design Contemporanei. Tiene corsi e workshop presso l'Accademia di Belle Arti di Bologna, Venezia, Udine, IED e ITS. Partecipa a giurie e comitati scientifici all'interno di istituzioni private e pubbliche. Nel 2009 co-fonda scatolabianca, associazione dedicata prevalentemente all'Arte Visiva Contemporanea. Dal 2018 è socia residente dell’Ateneo Veneto di Venezia. Nel 2019 progetta e cura per Giovanardi spa 10 X 100 Fabbrica d'arte contemporanea; nello stesso anno è curatrice di Art Residences Open Dream, prima esperienza di Residenze Artistiche e rigenerazione urbana dell'associazione culturale MoCA. A Venezia fonda e dirige STUDIO Contemporary Art, un luogo ibrido in cui s'incontrano l'Arte Contemporanea e l'Attività Artigianale. Nel 2020 è membro della commissione promossa dall'Assessorato alla Cultura di Treviso per la costruzione, ristrutturazione e programmazione del Bailo, Museo Civico d'Arte Moderna e Contemporanea. È Senior Curator, docente e membro del comitato scientifico di Venice Curatorial Course. Dal 2021 è Consulente scientifica e culturale, con ruolo di affidamento del servizio di supporto al RUP, per il restauro finalizzato al riuso con funzione di struttura museale e uffici amministrativi di Palazzo Martinelli, Monopoli. Nel 2021 e 2022 è co-autrice e curatrice di MANIBUS Festival Internazionale di Arte e Impresa. Da aprile 2022 dirige OPENeARTh, Incubatore per l'Arte, la Scienza, la Tecnica, soggetto culturale indipendente di Arte / Impresa. Dal 2023 fa parte del Team progettuale di Magnifico! progetto di Arte / Impresa per Fondazione Accademia Carrara. Da aprile 2023 è Cultural Project Manager di Unlike Unconventional Events, società di eventi non convenzionali, workshop, festival, Urban Art, mostre, temporary shop. HA PROGETTATO E CURATO EVENTI COLLATERALI UFFICIALI NELLE EDIZIONI 53°, 54°, 57° DELLA ESPOSIZIONE INTERNAZIONALE D’ARTE - LA BIENNALE DI VENEZIA.

## Pubblicazioni
- CONFINI,  Alessandra Lazzaris, a LoStudiolo, Udine; Mestna galerija, Nova Gorica, Slovenija; Studio Faganel, Gorizia; Galleria Spazzapan, Gradisca d’Isonzo (GO), SAN MARCO Edizioni, 2023
- 10X100 fabbrica d’arte contemporanea, Silvana Editoriale, Milano, 2021

Maria Elisabetta Novello, IN BETWEEN, Silvana Editoriale, Milano, 2021 
Infinite Jest, Pratt Institute New York - Venezia, 2019
- Dario Agrimi, Regione Puglia, Edizioni Nicola Miulli Creations, 2019
- MODUS. Tecniche, poetiche, materiali nell'arte contemporanea, 2017. 57ª Esposizione Internazionale d'Arte - La Biennale di Venezia. Edizioni della Galleria L'Affiche. ISBN 978-88-942155-2-6
- L'abbandono. Pratiche di relazione nell'arte contemporanea, Silvana Editoriale, Milano, 2014. ISBN 978-88-366-2989-3
- Annalù - Works 1994-2014, Silvana Editoriale, Milano, 2014. ISBN 978-88-366-3009-7
- Undici allunaggi possibili, Edizioni Galleria L'Affiche, Milano, 2012. ISBN 978-88-906592-3-2
- Giuseppe Ciracì, Opere 2009 - 2012, Mario Congedo Editore, Galatina (LE) ISBN 978-88-8086-983-2
- Round the Clock, Vanilla Editore, Albissola Marina (SV), 2013, 54ª Esposizione Internazionale d'Arte - La Biennale di Venezia. . ISBN 978-88-6057-173-1
- Sant'Elena. La seduzione nel segno. Catalogo della mostra (Venezia, 4 giugno-22 novembre 2009), 53ª Esposizione Internazionale d'Arte - La Biennale di Venezia. Silvana Editoriale, Milano, 2009. ISBN 978-88-366-1430-1
- Fabio Mauri, Fabio Mauri, etc, Edizioni Lampi di stampa, Milano, 2009. ISBN 978-88-488-0860-6
- Marina Giannobi. Ciò che vediamo, ciò che ci guarda. Catalogo della mostra (Como, 24 aprile-5 giugno 2010), Silvana Editoriale, Milano, 2009. ISBN 978-88-366-1708-1
- I segni di Milano, Mazzotta editore 2002. ISBN 978-88-202-1441-8 (Con Lyda Levi)
- Giovanni Muggiasca, Mazzotta editore, Milano, 1999. ISBN 978-88-202-1308-4
- Minimo esistenza, Montedit editrice, Milano, 1998. ISBN 978-88-86957-37-3

| Controllo di autorità | VIAF (EN) 27295821 · ISNI (EN) 0000 0000 7101 8954 · SBN MILV222831 · LCCN (EN) nr99029613 · GND (DE) 139125523 |